# یاکیما کانوت
یاکیما کانوت (انگلیسی: Yakima Canutt؛ ۲۹ نوامبر ۱۸۹۵ – ۲۴ مهٔ ۱۹۸۶) یک هنرپیشه، گاوباز، بدلکار و کارگردان اهل ایالات متحده آمریکا که برنده جایزه اسکار افتخاری در سال ۱۹۶۷ شده بود.

## فیلم‌شناسی
از فیلم‌ها یا برنامه‌های تلویزیونی که وی در آن نقش داشته‌است می‌توان به بر باد رفته، دلیجان اشاره کرد.